# Gottlieb Lukas Friedrich Tafel

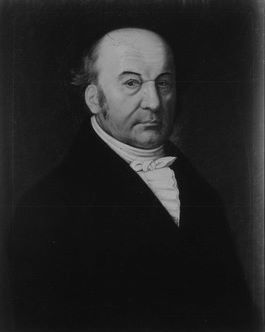
Gottlieb Lukas Friedrich Tafel

Gottlieb Lukas Friedrich Tafel (* 6. September 1787 in Bempflingen; † 14. Oktober 1860 in Ulm) war ein deutscher klassischer Philologe, der als „Professor für alte Litteratur“ an der Universität Tübingen wirkte (1818–1846). Er gilt als Pionier der Byzantinistik in Europa und schrieb vielbeachtete philologische und historische Abhandlungen.

## Leben
Gottlieb Lukas Friedrich Tafel wurde 1787 als viertes Kind eines Landpfarrers geboren. Der frühe Tod seines Vaters brachte ihn dazu, sich ebenfalls der geistlichen Laufbahn zuzuwenden, die damals ein sicheres Auskommen bot. Er besuchte zunächst die Schulen in Cannstatt und Tübingen, dann ab 1801 die Seminare zu Blaubeuren und Bebenhausen. Nach dieser Vorbildung studierte er ab 1805 Theologie in Tübingen, wo ihn besonders der Orientalist Christian Friedrich Schnurrer beeinflusste. Seine erste Stelle nach dem Studium erhielt Tafel 1810 im Holsteinischen als Hauslehrer der Adoptivsöhne des Diplomaten Friedrich Karl von Reventlow. Vier Jahre später begann Tafel sein Vikariat in Tübingen, aber seine Neigung zur Philologie brachte ihn immer mehr von der Pfarrerlaufbahn ab. Als Repetent hielt er ab 1815 Vorlesungen zur antiken Literatur, die großen Anklang fanden. Bereits 1818 wurde er zum außerordentlichen Professor ernannt.
In den folgenden Jahren beschäftigte sich Tafel mit den griechischen Dichter Pindar und veröffentlichte 1824 und 1827 in zwei Bänden seine Dilucidationes Pindaricae („Auseinandersetzungen mit Pindar“). Mit dem Erscheinen des zweiten Bandes wurde er zum ordentlichen Professor „für alte Litteratur“ befördert und wirkte fortan als zweiter Ordinarius neben dem alteingesessenen Karl Philipp Conz. Ein Hinweis seines Schülers Christoph Friedrich Stälin führte Tafel nach 1827 in die Universitätsbibliothek Basel, wo er eine Pindar-Handschrift des 12. Jahrhunderts intensiv studierte. Bei dieser Arbeit erwachte sein Interesse an dem byzantinischen Philologen Eustathios von Thessalonike, dessen Pindar-Kommentar wertvolle Beiträge zum Verständnis des Dichters lieferte. Obwohl die Beschäftigung mit byzantinischen, also mittelgriechischen Autoren zu dieser Zeit ein von der Forschung gemiedenes Feld war, setzte sich Tafel damit auseinander. Er konnte dabei auch die byzantinischen Handschriften nutzen, die seit dem 16. Jahrhundert im Besitz der Universität Tübingen waren. Im Zusammenhang damit beschäftigte er sich auch mit dem Werk des Tübinger Gräzisten Martin Crusius, mit der griechischen Topographie und der Geschichte Griechenlands und der Balkanhalbinsel seit dem Mittelalter.
Aus Gesundheitsgründen trat Tafel im Herbst 1846, im Alter von 59 Jahren, in den Ruhestand. Er zog zunächst nach München, dann aus pensionsrechtlichen Gründen nach Ulm, das wie Tübingen im Königreich Württemberg lag. Hier führte Tafel seine Forschungsarbeit fort. Als Mitglied der Bayerischen Akademie der Wissenschaften forderte Tafel die Beschäftigung der Philologen mit den Byzantinern: „Um das Räthsel der byzantinischen Geschichte deuten zu können, muß man selbständige byzantinische Studien gemacht haben, die sich von den antiken Studien in Sprache und Sache gewaltig unterscheiden. Man tritt in einen neuen Lebenskreis ein, in welchen die früheren Vorstellungen, die uns die Schule gab, nicht mehr eingefügt werden können …“ Tafel war der erste deutsche Philologe, der die Byzantiner nicht als unterlegene Nachkommen der antiken Griechen, sondern als eigenständige kulturelle Gemeinschaft ansah. Auch die Akademie der Wissenschaften in St. Petersburg ernannte ihn 1855 zum korrespondierenden Mitglied, da die Beschäftigung mit den Byzantinern in Russland schon damals einen besseren Stand hatte.
Tafel starb am 14. Oktober 1860 im Alter von 73 Jahren. Seine Privatbibliothek schenkte er der Stadtbibliothek Ulm, sein handschriftlicher Nachlass ging an die Schwester seines Freundes Georg Martin Thomas, der als Bibliothekar in München lebte. 1893 erwarb die Staatsbibliothek zu Berlin seine nachgelassenen Manuskripte zu den byzantinischen Autoren Georgios Hamartolos, Laonikos Chalkokondyles und Eustathios von Thessalonike.